# A Blueprint of the World
A Blueprint of the World è il primo album in studio del gruppo musicale statunitense Enchant, pubblicato nel 1994 dalla Magna Carta Records.
Il disco è stato ristampato dalla Inside Out Music nel 2002 con una traccia bonus aggiuntiva.

## Tracce
1. The Thirst – 6:16
2. Catharsis – 5:53
3. Oasis – 8:11
4. Acquaintance – 6:31
5. Mae Dae – 3:24
6. At Death's Door – 7:16
7. East of Eden – 5:50
8. Nighttime Sky – 8:57
9. Enchanted – 7:17
10. Open Eyes – 7:43

Traccia bonus nella riedizione del 2002
1. Enchanted (Acoustic Version)

## Formazione
Gruppo
- Ted Leonard – voce
- Douglas A Ott – chitarra
- Ed Platt – basso
- Michael "Benignus" Geimer – tastiera
- Paul Craddick – batteria

Altri musicisti
- Steve Rothery – EBow (traccia 1), chitarra (traccia 8)